# Вертишейка
Вертише́йка, или обыкновенная вертишейка, или вертиголовка (лат. Jynx torquilla) — вид птиц из семейства дятловых. Мелкая птица с длинной подвижной шеей, по внешнему виду и поведению больше похожа на воробьиных птиц, чем на типичных дятлов, с которыми её объединяют прежде всего характерное строение ног — два пальца обращены назад и два вперёд, и длинный клейкий язык, а также волнообразный характер полёта.
Перелётная птица, зимует в Африке и на юге Азии. Основной корм — муравьи и их куколки, а также другие мелкие насекомые. Свои гнёзда не выдалбливает, а занимает брошенные дупла дятлов либо выгоняет из них уже начавших гнездиться воробьиных птиц.
Русское (а также научное латинское torquilla — буквально «крутилка») название вертишейке дано за характерное поведение, которое она демонстрирует в стрессовых ситуациях. Взятая в руки либо застигнутая врасплох, птица расправляет хвост, взъерошивает перья, свешивает крылья и с таким видом бросается на обидчика, при этом вращая шеей, глазами, и издавая булькающие и шипящие звуки. Если засунуть руку в дупло с сидящей там вертишейкой, то такое поведение создаёт иллюзию, что в нём находится змея, а не птица.

## Описание

### Внешний вид

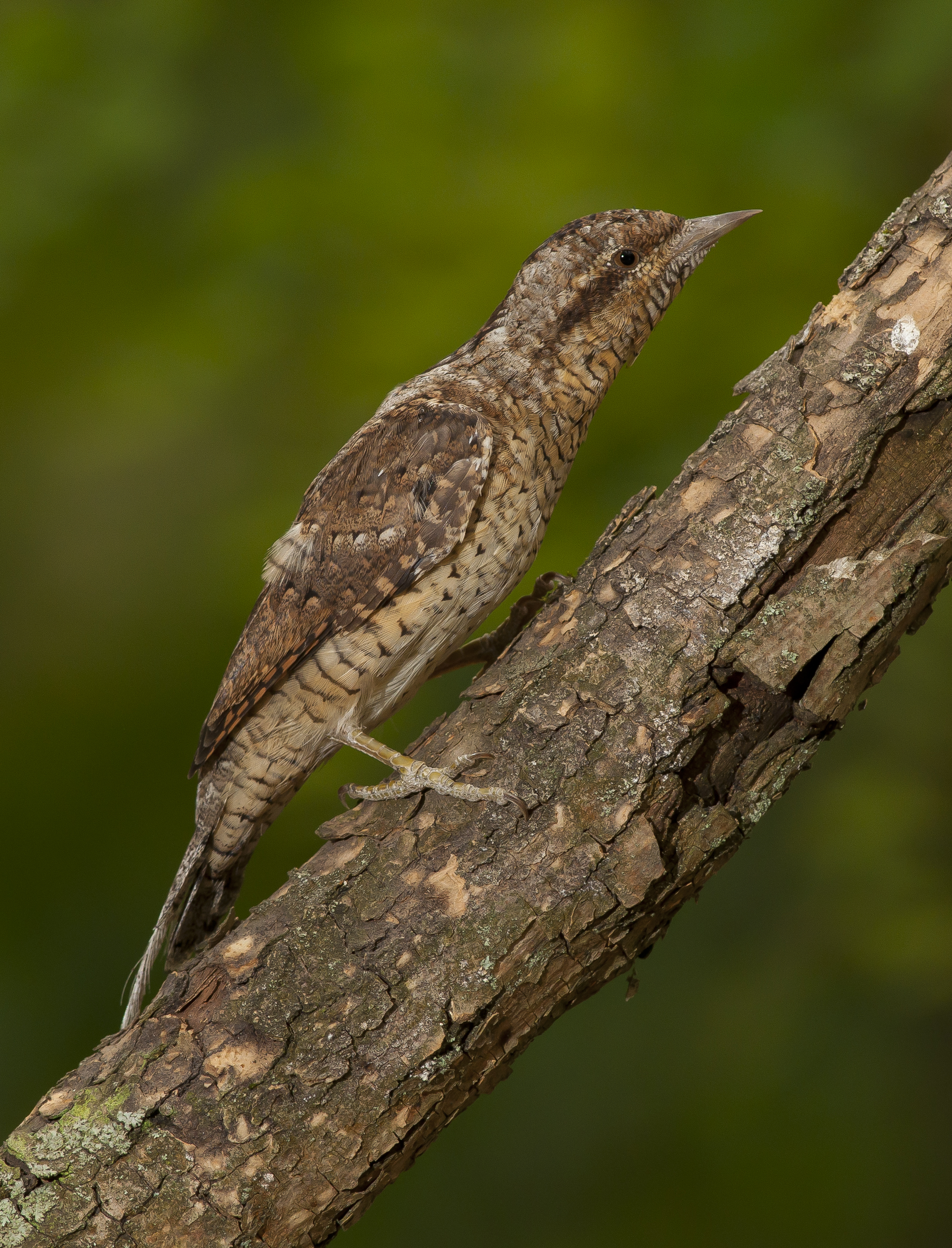

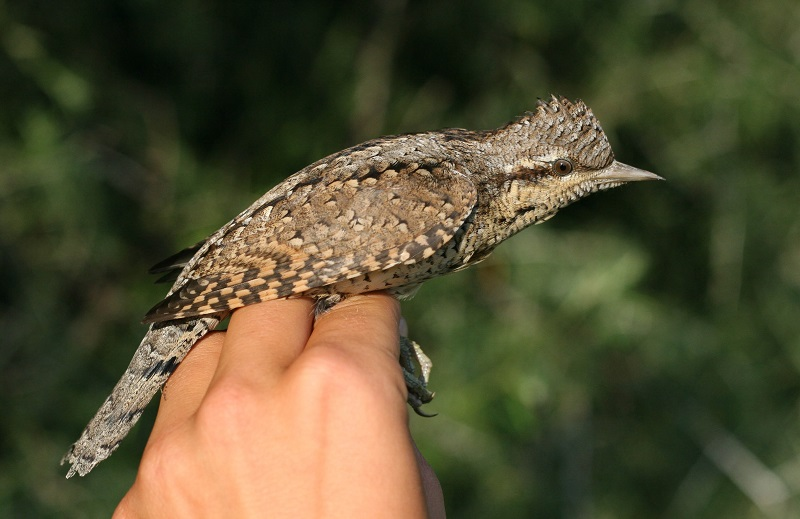
Взятая на руки птица вытягивает и вращает шею, за что получила своё название

Птица размером приблизительно с сорокопута-жулана: длина тела 17—20 см, размах крыльев 25—30 см, масса 32—48 г. Самец и самка имеют сходную защитную окраску оперения, хорошо скрывающую птиц на фоне древесной коры. Верх пёстрый, серовато-бурый с тёмными продольными пестринами, на спине почти сливающимися в одно большое пятно. Брюхо беловатое с поперечным струйчатым рисунком, как у мелких пернатых хищников. От угла клюва через глаз и далее вдоль шеи проходит отчётливая тёмная полоса, ещё одна такая же полоса тянется через темя и затылок. На горле и груди заметен небольшой желтоватый либо охристый оттенок. Радужная оболочка тёмно-коричневая, клюв и ноги окрашены в тусклый, буровато-роговой цвет. Молодые птицы похожи на взрослых, но имеют более размытый рисунок.
В отличие от дятлов хвост у вертишейки слегка закруглённый и состоит только из мягких рулевых перьев, из-за чего он не способен служить опорой на вертикальном стволе дерева. Поэтому птицы добывают себе корм сидя на ветках либо с поверхности земли. Клюв более короткий и острый — птицы не долбят древесину, но как и дятлы при случае добывают корм из-под гниющей коры.
Выделяют 4—7 подвидов, отличных размерами, а также оттенками и деталями рисунка оперения.

### Голос

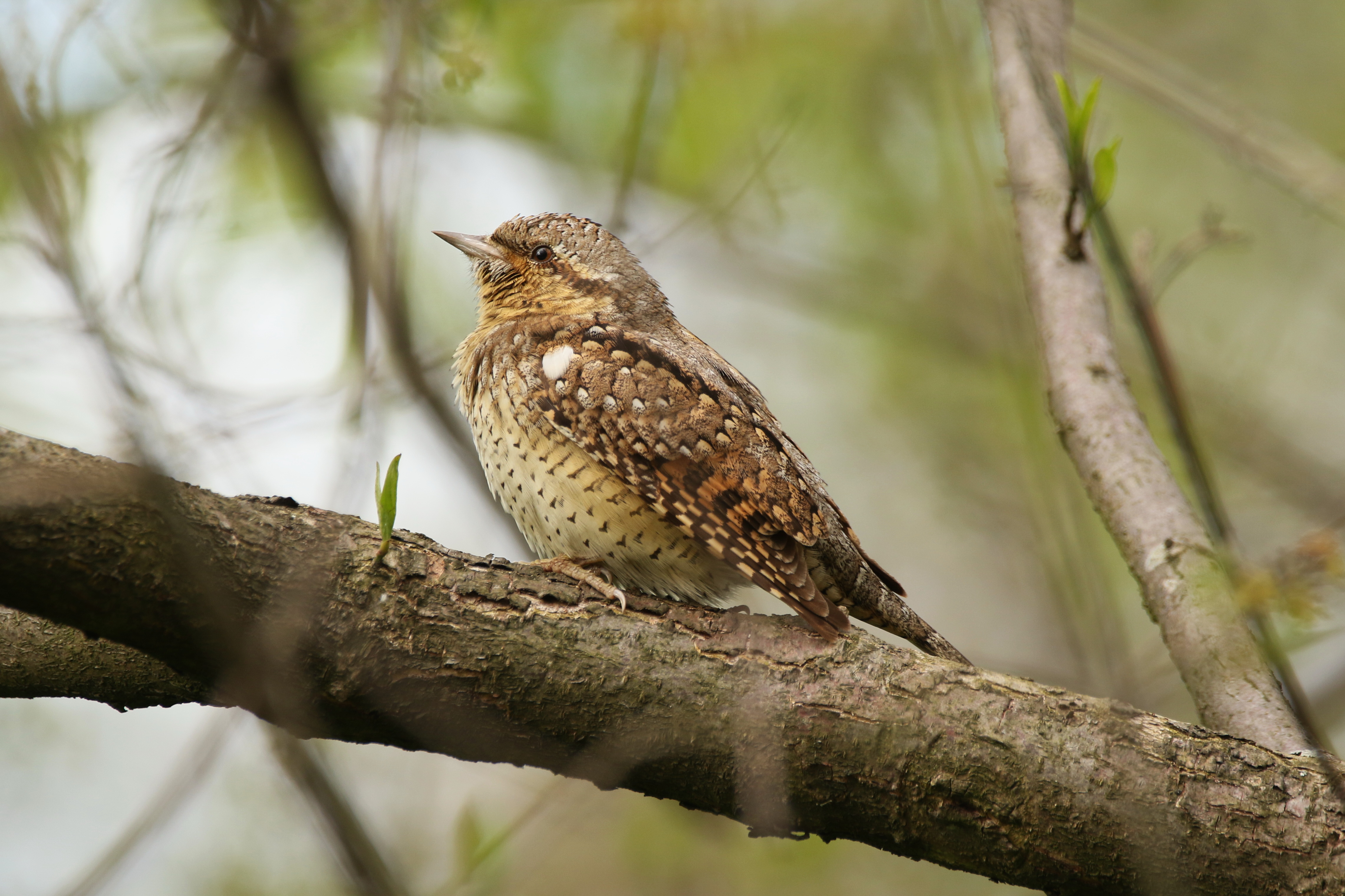

Весенняя песня по своей тональности и ритму имеет много общего с песней зелёного, седого и даже чёрного дятлов, а также похожа на тревожные крики малых соколов, однако более тихие и спокойные. Она представляет собой серию из 12—18 однообразных протяжных криков «ти-ти-ти-ти-ти», повторяемых со скоростью до 4 раз в секунду. Кричит самец, выбрав подходящее дупло и подзывая возле него самку. Если в течение одного-двух дней ответный зов не слышен, самец улетает в другое место и начинает заново. Услышав издалека самца, самка перекликается с ним до тех пор, пока обе птицы не встретятся. После образования пары птицы, как правило, не поют. Сигнал беспокойства — негромкое «тек-тек-тек» или «пиц-пиц-пиц». Потревоженная на гнезде вертишейка издаёт шипящие звуки, подобно змеям, и подобно им способна сильно вращать шеей.

## Распространение

### Ареал

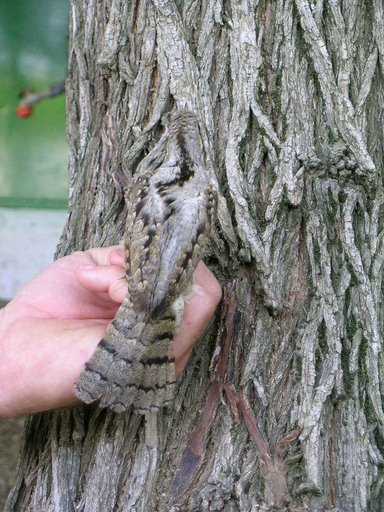
Защитная окраска позволяет птице слиться с фоном древесной коры

В Африке гнездится в Алжире и Тунисе в узкой полосе вдоль берегов Средиземного моря. В Евразии населяет обширную территорию зоны лесов от восточной части Пиренейского полуострова и западной Франции на восток до бассейна Колымы, южнее побережья Тихого океана, Сахалина, Курильских и Японских островов, ещё южнее центральных районов Китая. На севере Европы в настоящее время практически отсутствует на Британских островах, однако гнездится почти на всей территории Скандинавии, исключая горные районы севернее 67-й параллели. В России встречается к северу до границы леса: в европейской части до 65° с. ш., в Западной Сибири до 66° с. ш., в бассейнах Хатанги и Лены до 68° с. ш., в долине Колымы до 69-й параллели.
В Южной Европе гнездится на юг до Средиземного моря от северо-восточной Испании на восток до северной Греции, а также на островах Мальорка, Ивиса, Корсика, Сардиния и Сицилия; спорадически встречается на юге Португалии. На Поволжье — к югу до примерно 49° с. ш. (район Волгограда), в долине Урала до 50° с. ш., в Казахстане на севере в области 51-й параллели, восточнее до района Семипалатинска. В Монголии и Китае к югу до Монгольского Алтая, Хангайских гор, провинции Хэйлунцзян и северной части Корейского полуострова. Изолированные популяции южнее основного ареала в Кашмире и горных районах среднего Китая — в провинциях Ганьсу, Цинхай и Сычуань.
До середины XX века вертишейка в небольшом количестве (до 200—400 пар) гнездилась в Великобритании, однако начиная с 1973 года на острове регистрировались лишь единичные встречи этих птиц. Кроме того, в последние десятилетия значительно сократилась популяция птиц в различных государствах Европы, в частности в странах Скандинавии, в Германии, Дании и Швейцарии. Возможными причинами резкого сокращения численности называют изменение методов обработки пахотных земель, изменение климата и уменьшение количества мест, пригодных для устройства гнёзд.

### Миграции
Вертишейка — единственный перелётный вид среди обитающих в Европе дятловых птиц. Только представители подвида mauretanica, обитающие на северо-западе Африки, ведут типично оседлый образ жизни. Птицы, гнездящиеся на островах Средиземного моря и в горах Центральной Азии, перемещаются на незначительные расстояния (в последнем случае спускаясь в близлежащие горные долины). Остальные популяции — дальные мигранты. Районы зимовок европейских птиц находятся к югу от Сахары в широком поясе от Сенегала, Гамбии и Сьерра-Леоне на западе до Эфиопии на востоке, на юге достигая Демократической Республики Конго и Камеруна. Эта же территория используется и популяциями Западной Сибири. Вертишейки из центральных районов Сибири и Дальнего Востока зимуют в Индии и Юго-Восточной Азии, а также на южных японских островах. Незначительная часть дальневосточных птиц перемещается в западные районы Аляски.

### Места обитания
В гнездовой период населяет разреженные лиственные либо смешанные леса, богатые старыми деревьями таких пород как осина, липа или берёза. Часто селится на лесных полянах, окраинах вырубок, опушках, в лесопосадках и прибрежных зарослях. Не боится человека и нередко гнездится в культивируемых ландшафтах — плодовых садах и парках. Наибольшей численности достигает на юге лесной зоны и в лесостепи, где обычна; на преобладающей части остальной территории редка. Открытой степи, равно как и сплошного леса избегает. На пролёте также встречается и на более открытых ландшафтах: обрабатываемых полях, лугах, песчаных дюнах и галечных пляжах. На зимовках места обитания более разнообразны, но в любом случае богатые видами насекомых, которыми питается птица. Наибольшее предпочтение отдаётся акациевой саванне.

## Размножение

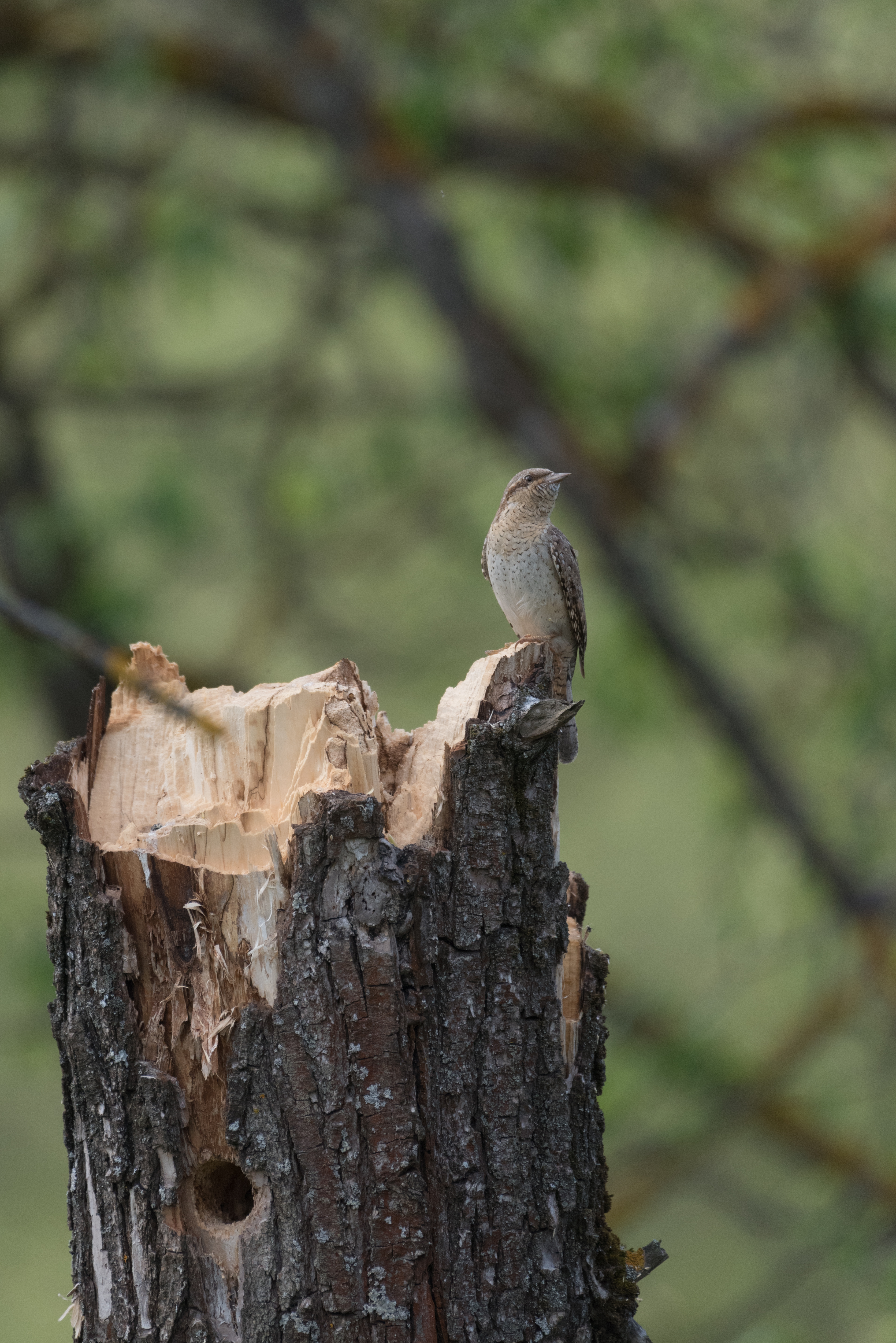
Вертишейка у дупла

В отличие от некоторых видов дятлов, не покидающих гнездовую территорию в зимнее время, вертишейки ежегодно образуют новую пару. Птицы возвращаются довольно поздно, когда деревья уже покрыты молодой зеленью — во второй половине апреля либо первой половине мая, в зависимости от широты. Так же, как и её родственники, вертишейка гнездится в пустотах старых деревьев, однако из-за слабого клюва сама дупло почти никогда долбит, а занимает уже готовое. Это может быть естественная ниша в стволе или прогнившей ветке дерева, старое дупло дятла, трухлявый пень, а в некоторых случаях и отверстие в стене старого сарая или дачного домика. При случае охотно занимает искусственные дуплянки и скворечники, изредка селится в норах зимородков и береговушек в обрывистых берегах и склонах степных балок. Бывает, что в округе все места уже оказываются занятыми другими обитателями, и тогда вертишейка занимает понравившееся ей дупло, выгоняя из него хозяев. Среди пострадавших в таких случаях птиц — горихвостки, серые мухоловки и другие мелкие лесные птицы. Интересно, что и сама вертишейка иногда страдает подобным образом от нашествия более крупных птиц, таких как большого пёстрого или сирийского дятлов. Чаще всего дупло находится на высоте до 3 м от земли, но может быть и гораздо выше — до 9 м.

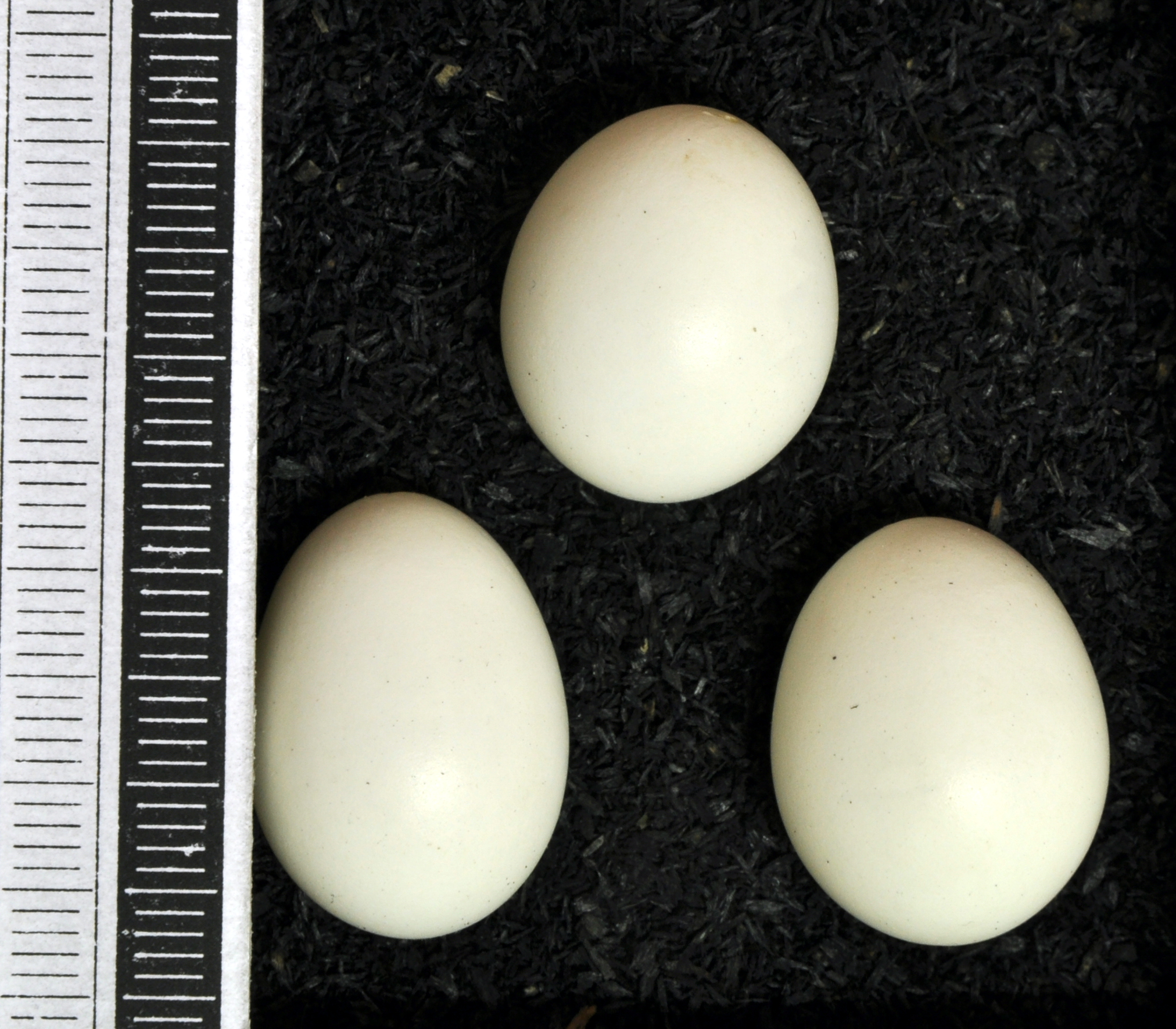
Яйца вертишейки

Место для будущего гнезда подыскивает самец. Обнаружив подходящее дупло, он громко и подолгу кричит, подзывая самку. Бывает, что свободной самки поблизости нет, и тогда спустя сутки или двое самец перебирается на другое место, повторяя всё заново. Услышав зов, самка откликается издалека таким же криком, и обе птицы постепенно сближаются, пока не встречаются и спариваются где-нибудь в верхней части кроны дерева. Птицы не тратят время на обустройство гнезда: стенки дупла не расширяют и дополнительный гнездовой материал в него не добавляют. О прежних хозяевах нередко свидетельствуют останки старого гнезда и яичная скорлупа под деревом. Изначально на дне ниши может находиться древесная труха, которая и служит своеобразной подстилкой. Потомство выводится один либо два раза за сезон, первые кладки в средней полосе России попадаются обычно в конце мая либо начале июня. Количество яиц в кладке варьирует в широких пределах, но чаще всего бывает от 7 до 10, в редких случаях до 14 штук. У впервые гнездящихся птиц, а также в неблагоприятные годы число яиц в кладке может не превышать 5 штук. Яйца бледно-белой окраски, размером 16—23 × 13—17 мм. При потере кладки самка откладывает повторно, но уже с меньшим количеством яиц.
Самка откладывает с интервалом одно яйцо в сутки, насиживание обычно начинается с предпоследнего яйца и продолжается в течение 12—14 дней. Ведущую роль в инкубации играет самка, которую изредка и на короткое время подменяет самец. Появление на свет потомства асинхронное, в результате чего в одном гнезде могут одновременно находится как подросшие птенцы, способные лазать по стенкам дупла, так и голые, с закрытыми слуховыми проходами. В тесном дупле птенцы сидят пирамидой, к центру клювами, которые раскрываются, когда родители дотрагиваются до них. Выкармливают птенцов оба родителя, по очереди принося в зобе корм в виде шариков, которые затем отрыгивают в клювы птенцов. Возле дупла вертишейки ведут себя осторожно, при приближении хищников затаиваясь и сливаясь на фоне древесной коры. В конце июня — начале июля крикливые птенцы начинают высовываться из дупла, а через несколько дней в возрасте 23—27 дней становятся на крыло. Через несколько дней после этого выводки распадаются и рассеиваются.

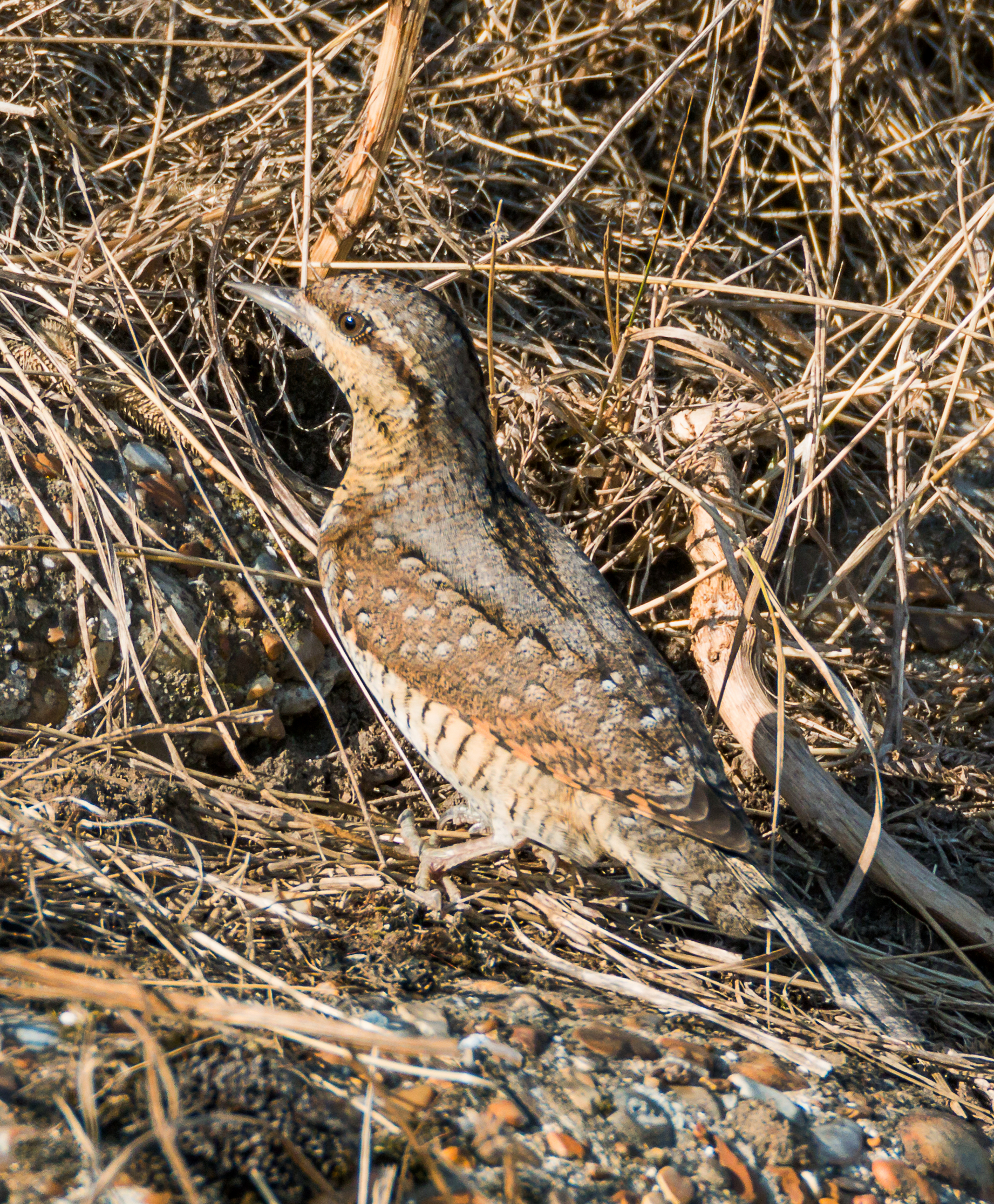
Вертишейка добывает себе корм на поверхности земли, разоряя муравейники

## Питание
В период размножения вертишейка питается главным образом мелкими муравьями, в том числе дерновым, жёлтым земляным, рыжим лесным муравьями, а также различными видами из родов Lasius и Formica. При этом вертишейка большей частью кормится не взрослыми особями, а их личинками и куколками. Значительно меньшую долю в рационе составляют другие группы насекомых — тли, гусеницы и жуки, а также растительная пища — ягоды и плоды. В поисках корма птицы часто обращают внимание на выделяющиеся, яркие объекты — в их желудках нередко находят мелкие металлические предметы, кусочки фольги и пластмассы.

## Классификация

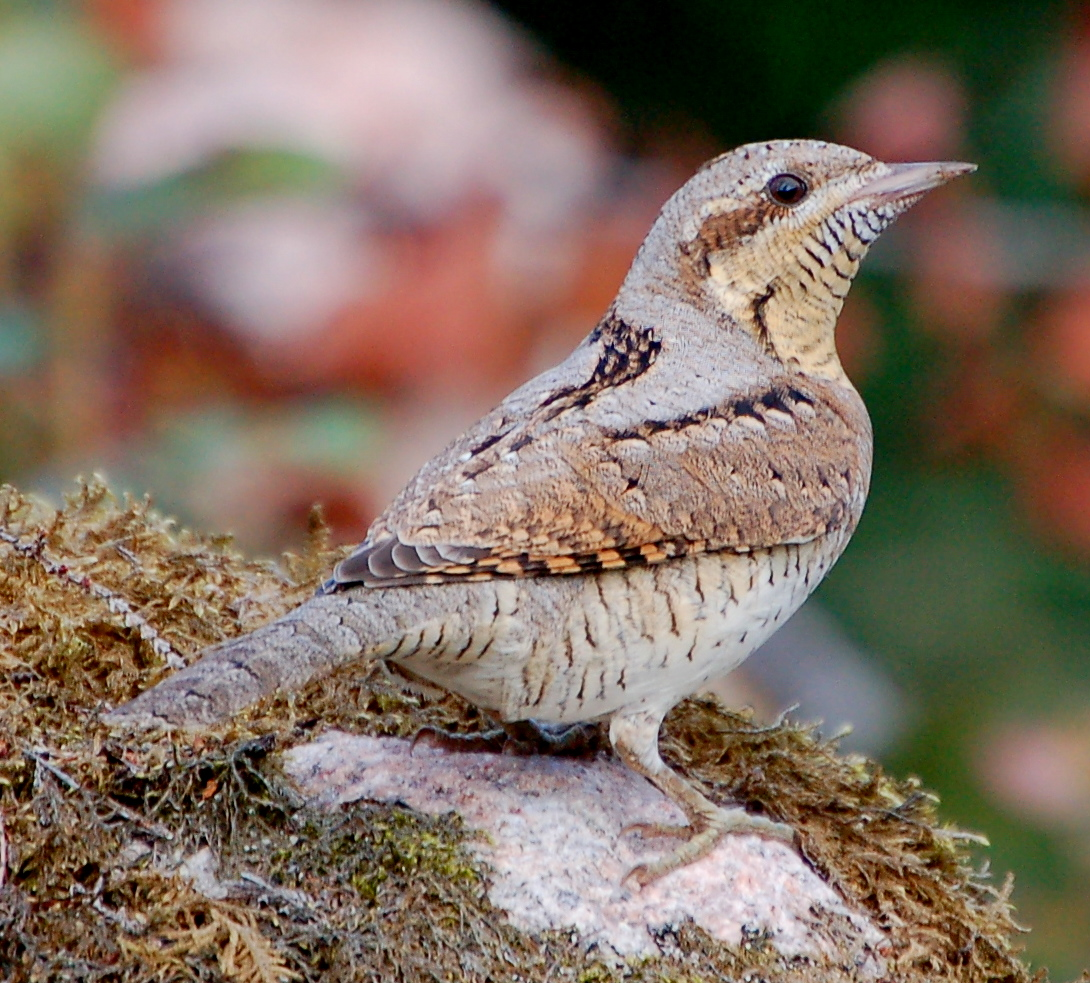
Вертишейка номинативного подвида

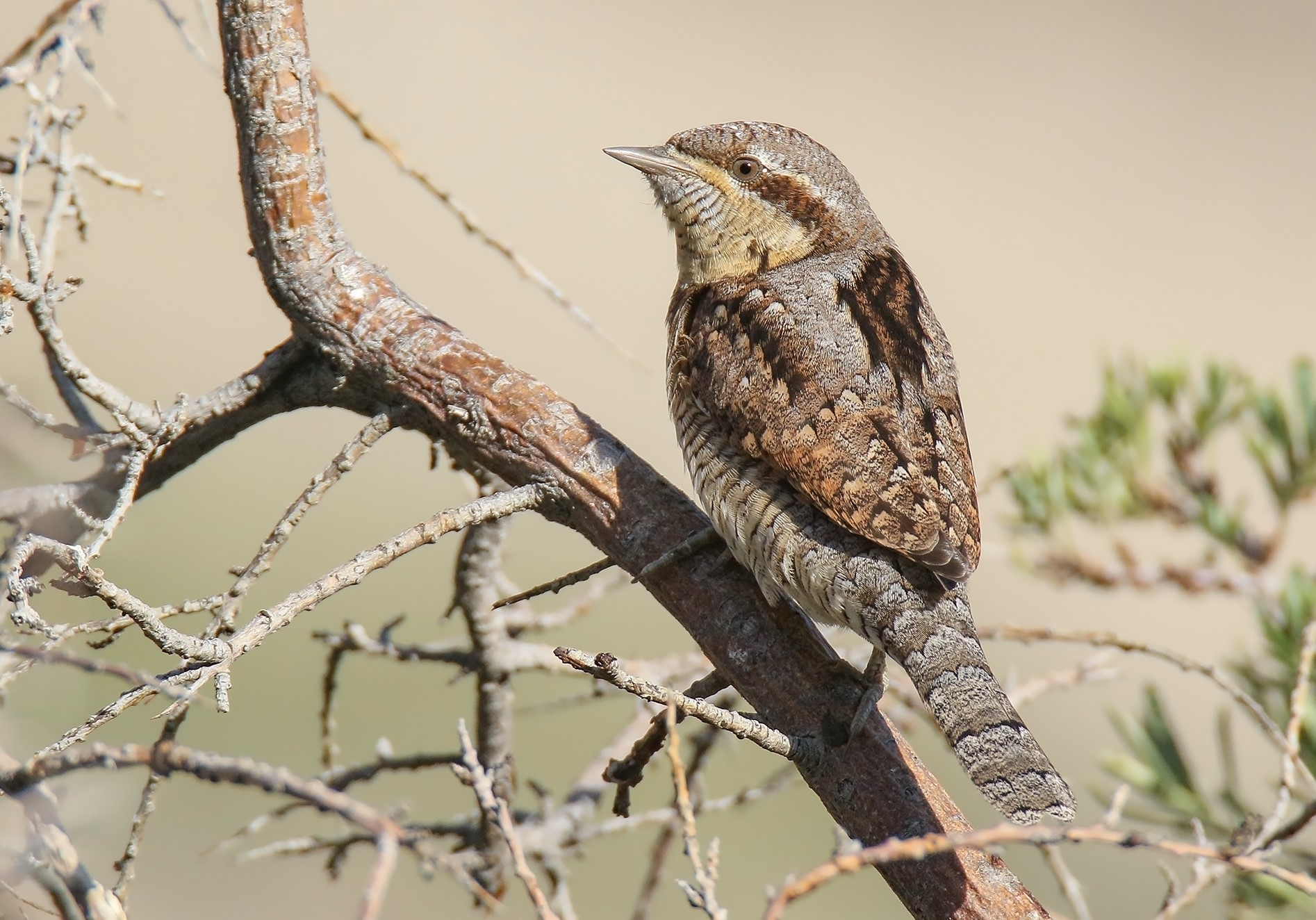
Вертишейка подвида J. t. himalayana

Обыкновенная вертишейка — один из двух видов африканско-евроазиатского рода вертишеек Jynx, выделяемого в монотипическое подсемейство Jynginae. Помимо Jynx torquilla в него также входит вид красногорлая вертишейка, распространённый в Африке южнее Сахары.

### Подвиды
Внутривидовая изменчивость у вертишеек проявляется в варьировании оттенков общей окраски и деталей рисунка, при этом размеры птиц изменяются незначительно. По этим признакам разные авторы выделяют от 4 до 7 подвидов этого вида. По данным Международного союза орнитологов, в настоящее время выделяют 6 подвидов:
- J. t. torquilla Linnaeus, 1758 — номинативный подвид, обитающий на большей части Европы, за исключением средиземноморья, на восток распространён до Урала и Кавказа; зимует в Африке и южной Азии.
- J. t. sarudnyi Loudon, 1912 — Западная Сибирь от Уральского хребта до Енисея, имеет более светлое оперение брюха и меньшее количество пестрин на нём.
- J. t. chinensis Hesse, 1911 — распространён в Сибири восточнее Енисея, а также в северо-восточном и центральном Китае, на Курильских островах и Сахалине[22].
- J. t. himalayana Vaurie, 1959 — северо-западные Гималаи (от северного Пакистана на восток до индийского штата Химачал-Прадеш); зимует в долинах гор.
- J. t. tschusii Kleinschmidt, 1907 — Южная Европа: Корсика, Сардиния, Италия и восточное побережье Адриатики, возможно также Пиренейский полуостров и Греция[22]; зимует в Африке.
- J. t. mauretanica Rothschild, 1909 — горы Атлас на северо-западе Африки[22].

Некоторые исследователи выделяют рыжеватых вертишеек из Японии в отдельный подвид J. t. japonica, к которому иногда относят также и птиц с острова Сахалин. Однако другие авторы считают формы J. t. japonica и J. t. sarudnyi лишь проявлениями клинальной изменчивости номинативного подвида и J. t. chinensis, мотивируя свою позицию тем, что в обоих случаях встречаются особи, очень похожие либо идентичные с европейскими.